# Zagłada Żydów. Studia i Materiały
Zagłada Żydów. Studia i Materiały – czasopismo naukowe wydawane przez Centrum Badań nad Zagładą Żydów poświęcone tematyce związanej z Zagładą Żydów. 

## Opis
Jest jedynym czasopismem naukowym w Polsce poświęconym Zagładzie Żydów. Każdy z numerów rocznika stanowi całość monograficzną. Autorzy publikacji reprezentują różne generacje i podejścia badawcze. Wspólnym mianownikiem łączącym ich teksty jest waga, jaką poświęcają sprawie traktowania i krytyki źródeł historycznych. Ważną częścią pisma jest rozbudowany dział omówień i recenzji. Od 2020 roku numery bieżące, jak i pełne archiwum obok wersji drukowanej, dostępne są w formule otwartego dostępu. 
Od roku 2008 pismo posiada edycję anglojęzyczną zatytułowaną Holocaust Studies and Materials publikowaną co trzy lata z wyborem najciekawszych artykułów z wydania polskiego.
Rocznik znajduje się w wykazie czasopism naukowych prowadzonym przez Ministra Edukacji i Nauki z przyznaną liczbą 20 punktów.

## Redakcja[3]
- dr hab. Dariusz Libionka prof. IFiS PAN (redaktor naczelny)
- prof. dr hab. Barbara Engelking
- dr Aleksandra Bańkowska
- dr Tomasz Frydel
- Alina Skibińska
- dr Agnieszka Haska
- Marta Janczewska
- dr Justyna Majewska
- Jakub Petelewicz (sekretarz redakcji)

## Rada Naukowa[3]
- prof Havi Dreifuss (Yad Vashem Institute, Tel Aviv University)
- prof. Samuel Kassow (Charles Northam Professor at Trinity College)
- prof. Andrea Löw (Institute for Contemporary History in Munich)
- prof. dr hab. Szymon Rudnicki (emeritus, Uniwersytet Warszawski)
- prof. dr hab. Dariusz Stola (Instytut Nauk Politycznych PAN)
- prof. Jean Charles Szurek (emeritus Centre National de la Recherche Scientifique and University Paris Ouest-Nanterre la Défense)
- prof. dr hab. Anna Wolff-Powęska (Uniwersytet Adama Mickiewicza w Poznaniu)
- Romuald Jakub Weksler-Waszkinel (Yad Vashem Institute)

## Układ czasopisma
- Studia
- Sylwetki
- Materiały
- Wywiady
- Małe Formy
- Z warsztatów badawczych
- Punkty widzenia
- Upamiętnienia Zagłady
- Omówienia, recenzje, przeglądy, noty o książkach
  - Omówienia zagraniczne
  - Omówienia wydawnictw ciągłych
- Wydarzenia
- Curiosa
- Listy do redakcji